# Élections législatives grecques de mai 2012
Pour les articles homonymes, voir Élections législatives grecques de 2012.
Des élections législatives anticipées ont eu lieu en Grèce le 6 mai 2012,, après avoir été annoncées pour le 29 avril 2012. Ces élections étaient initialement prévues pour 2013, conformément à la Constitution, mais la signature de l'accord ayant conduit à la formation en novembre 2011 d'un gouvernement d'unité nationale, en vue de ratifier et mettre en œuvre les mesures de rigueur élaborées en concertation avec les autres pays de la zone euro et le FMI, incluait comme condition l'organisation d'élections anticipées. Le 13 février 2012, le gouvernement annonce la tenue de ces élections au mois avril, peu après le vote par le Parlement d'un nouveau plan de rigueur particulièrement drastique.
Comme ces élections n'ont pu aboutir à la formation d'un gouvernement, de nouvelles élections législatives auront lieu le 17 juin 2012.

## Contexte
La crise de la dette dans la zone euro et la crise de la dette publique grecque ont rapidement conduit à une crise politique. Mis sous pression par les manifestations contre les plans de rigueur mis en place par son gouvernement, le Premier ministre socialiste Giórgos Papandréou annonce la tenue d'un référendum sur l'adoption des mesures préconisées, en échange de leur aide, par l'Union européenne, le FMI et la Banque centrale européenne. Cette annonce provoque une vive controverse et pousse les leaders de l’opposition à réclamer l’organisation d'élections anticipées. Papandréou se résout finalement à faire adopter les mesures de rigueur par le Parlement et remet sa démission.
Un nouveau gouvernement d'union nationale est formé le 10 novembre 2011 avec à sa tête l'ancien vice-président de la Banque centrale européenne Loukás Papadímos. Il allie les deux principaux partis du pays, le Mouvement socialiste panhellénique (PASOK) et la Nouvelle Démocratie (ND, droite), ainsi que le parti d'extrême-droite LAOS. Le Parti communiste, les partis de la gauche radicale et quelques dissidents du PASOK et de la ND forment l'opposition.
Le vendredi 10 février 2012, les conditions d'adoption d'un nouveau plan de rigueur provoquent des tensions au sein du gouvernement. Les quatre ministres de LAOS et deux ministres socialistes démissionnent. Dans la nuit du 12 au 13 février, un nouveau plan de rigueur particulièrement dur (salaire minimum réduit à 586 euros brut sur quatorze mois, suppression de 15 000 emplois dans la fonction publique) est adopté par 194 députés sur 300. À l'extérieur, une grande manifestation a lieu, en marge de laquelle des affrontements avec les forces de l'ordre font plusieurs blessés et provoquent une série d'incendies, touchant notamment la salle historique Attikón. Quelques heures plus tard, le porte-parole du gouvernement annonce la tenue d'élections anticipées pour le mois d'avril.

## Mode de scrutin
Les 300 députés du Parlement grec sont élus via un mode de scrutin mixte pour une durée de quatre ans : 50 sièges sont attribués au parti ayant obtenu le plus de voix, et les 250 sièges restants sont répartis à la représentation proportionnelle entre tous les partis ayant obtenu au moins 3 % des suffrages exprimés.
L'enjeu est donc pour le parti arrivé premier d'obtenir 151 députés, soit la majorité absolue. Vu l'importance de la prime majoritaire (16,7 % des sièges), un parti n'a besoin que de 40,4 % des suffrages exprimés, au plus, pour obtenir une majorité absolue de sièges au Parlement,.
Le pays est divisé en 56 circonscriptions avec un nombre de sièges variant de 1 à 42, en fonction du nombre de citoyens de chaque circonscription. 12 députés sont en outre élus sur une liste nationale.
Il est à noter que les électeurs, dans les circonscriptions comportant plus d'un siège, ont la possibilité de marquer des croix de préférences pour 1 à 4 candidats (nombre maximum variant suivant le nombre de sièges de la circonscription). Le nombre de préférences obtenues modifie l'ordre d'affectation des sièges au sein de chaque liste.
L'âge minimal pour se présenter à la députation est 25 ans.

## Forces en présence
Sur 36 partis politiques se présentant, 32 sont in fine autorisés à participer à ces élections par la Cour suprême (un parti devant pour ce faire changer de nom : les « Tyrannicides »).
Les principaux partis politiques participant à ces élections sont :
- le Mouvement socialiste panhellénique (PASOK) est un parti social-démocrate modéré, vainqueur des élections législatives d'octobre 2009. Le PASOK avait alors obtenu 43,9 % des suffrages exprimés et 160 sièges. Son président, Giórgos Papandréou, a pris la tête du nouveau gouvernement. Le PASOK a subi un nombre important de défections au sein de son groupe parlementaires qui ont affaibli Papandréou et ont progressivement poussé celui-ci à la démission ;
- la Nouvelle Démocratie (ND) est un parti conservateur qui a dirigé le gouvernement à plusieurs reprises. La ND avait été vaincue par le PASOK en 2009, obtenant 33,5 % des voix et 91 sièges. La ND participe au gouvernement d'union nationale mis en place en novembre 2011 en alliance avec le PASOK et la Laos. À l'époque, cette participation avait été conditionnée à l'organisation d'élections anticipées ;
- le Parti communiste de Grèce (KKE) est un parti d’obédience marxiste-léniniste, très présent dans les mouvements sociaux et assez anti Union européenne. Le KKE avait obtenu 7,5 % des voix et 21 sièges lors du scrutin de 2009 ;
- l’Alerte populaire orthodoxe (Laos) est un parti d'extrême-droite qui avait obtenu 5,6 % des voix et 15 sièges lors des élections de 2009. La Laos a participé au gouvernement d'union nationale jusqu'au 10 février, quand ses quatre ministres ont remis leur démission pour protester contre les mesures de rigueur proposées au vote des parlementaires ;
- la Coalition de la gauche radicale (SYRIZA) est une alliance de plusieurs partis de la gauche antilibérale et de l'extrême gauche, dont la principale composante est Synaspismós. La Syriza avait obtenu 4,6 % des voix et 13 sièges lors des élections législatives de 2009. Cette coalition est rejointe par des membres exclus du PASOK comme Sofía Sakoráfa ;
- la Gauche démocrate (Dimar) provient d'une scission du courant modéré de SYRIZA, en désaccord avec l'orientation jugée trop radicale de leur mouvement avec le PASOK. Quatre députés élus en 2009 sur les listes de la Syriza en sont membres. La Dimar a été rejointe au cours de la législature par plusieurs anciens membres du PASOK, portant les effectifs de son groupe parlementaire à 10 membres quelques jours avant les élections ;
- le Pacte social (KE) est une scission du PASOK menée par neuf députés hostiles au soutien de leur ancien parti aux plans de rigueur ;
- les Grecs indépendants (ANEL) sont une scission de la ND menée par huit députés hostiles au soutien de leur ancien parti aux plans de rigueur ;
- l’Alliance démocrate (Disy) est une scission de la ND menée par quatre députés hostiles au soutien de leur ancien parti aux plans de rigueur ;
- les Verts écologistes (OP) sont un parti se réclamant de l'écologie politique qui avait échoué en 2009 à faire son entrée au Parlement en obtenant 2,5 % des voix ;
- l’Aube dorée (XA) est un parti ultranationaliste et néonazi fondé en 1993, qui a connu ses premiers succès électoraux lors des élections municipales de 2010 à Athènes, en obtenant un député au conseil municipal.

La composition politique du parlement sortant est la suivante, avec l'évolution survenu depuis des dernières élections :
| Parti                      | Parti                                      | Nb de sièges | Nb de sièges | Nb de sièges  |
| Parti                      | Parti                                      | 2009         | Dissolution  | +/-           |
| -------------------------- | ------------------------------------------ | ------------ | ------------ | ------------- |
| Partis officiels           |                                            |              |              |               |
|                            | Mouvement socialiste panhellénique (PASOK) | 160          | 129          | -31           |
|                            | Nouvelle Démocratie (ND)                   | 91           | 72           | -19           |
|                            | Parti communiste de Grèce (KKE)            | 21           | 21           | en stagnation |
|                            | Alerte populaire orthodoxe (LAOS)          | 15           | 16           | +1            |
|                            | Coalition de la gauche radicale (SYRIZA)   | 13           | 11           | -2            |
|                            | Gauche démocrate (DIMAR)                   | 0            | 10           | +10           |
|                            | Grecs indépendants (ANEL + PARMAP)         | 0            | 11           | +11           |
| Coalitions et non-inscrits |                                            |              |              |               |
|                            | Pacte social (KOISY)                       | 0            | 8            | +8            |
|                            | Alliance démocrate (DISY)                  | 0            | 4            | +4            |
|                            | Non-inscrits                               | 0            | 18           | +18           |

## Intentions de vote

Les différentes enquêtes sur les intentions de vote menées par les instituts de sondages grecs laissent envisager un effondrement du PASOK, une stagnation, voire un recul de la ND et de LAOS, et une très forte poussée des partis de la gauche radicale. Aucun parti ne devrait être en mesure d'obtenir la majorité absolue des sièges à pourvoir.
Il convient de se reporter à la version anglaise de cette page qui intègre les derniers sondages jusqu'au 20 avril (date limite imposée par la législation grecque) ainsi que la fusion des partis ANEL et PARMAP dans la coalition des Grecs indépendants.
On peut noter que les principales différences entre la dernière volée d'enquêtes publiées le 20 avril et les scores du 6 mai concernent :
- SYRIZA : progression de 5 points
- Nouvelle Démocratie : diminution de 4 points
- PASOK : diminution de 2 points
- Aube dorée : progression de 2 points

Le fait que SYRIZA échoue à 2 points seulement de la première place (très importante compte tenu du mode de scrutin) n'a ainsi pas pu être anticipée.
| Date           | Institut        | PASOK  | ND     | KKE    | LAOS  | SYRIZA | DIMAR  | Verts | DISY  | XA    | Autres/Indécis |
| Élections 2009 | Élections 2009  | 43,9 % | 33,5 % | 7,5 %  | 5,6 % | 4,6 %  | -      | 2,5 % | -     | -     | Autres — 2,3 % |
| -------------- | --------------- | ------ | ------ | ------ | ----- | ------ | ------ | ----- | ----- | ----- | -------------- |
| Oct. 2010      | Public Issue    | 42,5 % | 28 %   | 11 %   | 5,5 % | 4,5 %  | 1,5 %  | 2,5 % | –     | –     | Autres — 4,5 % |
| janvier 2011   | Public Issue    | 38,5 % | 30,5 % | 10,5 % | 5,5 % | 6 %    | 2 %    | 2,5 % | 2 %   | –     | Autres — 2,5 % |
| février 2011   | Public Issue    | 38 %   | 30,5 % | 10,5 % | 6 %   | 4,5 %  | 2,5 %  | 3 %   | 2 %   | –     | Autres — 3 %   |
| février 2011   | VPRC            | 33 %   | 32 %   | 12,5 % | 5 %   | 5 %    | 2,5 %  | 4 %   | 2 %   | –     | Autres — 4 %   |
| avril 2011     | Public Issue    | 33,5 % | 27 %   | 12 %   | 8,5 % | 5,5 %  | –      | –     | –     | –     | Autres — 13 %  |
| avril 2011     | VPRC            | 31,5 % | 30,5 % | 12 %   | 7,5 % | 5 %    | 2 %    | 3,5 % | 1,5 % | 1,5 % | Autres — 5 %   |
| Mai 2011       | Public Issue    | 32 %   | 29 %   | 12 %   | 8 %   | 6,5 %  | 3,5 %  | 3,5 % | 1,5 % | –     | Autres — 4 %   |
| Mai 2011       | VPRC            | 30,5 % | 31 %   | 12 %   | 7,5 % | 5,5 %  | 2,5 %  | 3 %   | 1 %   | 1 %   | Autres — 6 %   |
| Juin 2011      | Public Issue    | 27 %   | 31 %   | 11 %   | 8 %   | 6,5 %  | 3 %    | 3,5 % | 2,5 % | –     | Autres — 8,5 % |
| Juin 2011      | VPRC            | 26 %   | 28,5 % | 13,5 % | 7 %   | 6,5 %  | 3 %    | 3,5 % | 2 %   | 1 %   | Autres — 9 %   |
| juillet 2011   | VPRC            | 25,5 % | 29,5 % | 13 %   | 7,5 % | 7 %    | 2,5 %  | 4 %   | 2 %   | 1,5 % | Autres — 6,5 % |
| juillet 2011   | Public Issue    | 26,5 % | 32,5 % | 11,5 % | 7,5 % | 9 %    | 2 %    | 3,5 % | 1,5 % | –     | Autres — 6 %   |
| septembre 2011 | VPRC            | 24,5 % | 30 %   | 13 %   | 7,5 % | 7 %    | 3 %    | 5 %   | 1,5 % | 1,5 % | Autres — 7 %   |
| septembre 2011 | Public Issue    | 28 %   | 32 %   | 10,5 % | 8 %   | 9 %    | 3 %    | 4 %   | 1,5 % | –     | Autres — 4 %   |
| septembre 2011 | GPO             | 15,5 % | 22,3 % | 9,8 %  | 7,9 % | 4,8 %  | 2,7 %  | 2,4 % | 2,0 % | –     | 32,6 %         |
| septembre 2011 | Alco            | 15,5 % | 21,3 % | 7,4 %  | 5,6 % | 5,0 %  | 2,5 %  | 3,0 % | 2,5 % | –     | 37,2 %         |
| Oct. 2011      | Public Issue    | 22,5 % | 31,5 % | 10,5 % | 9 %   | 9,5 %  | 5 %    | 3 %   | 2 %   | –     | Autres — 7 %   |
| Oct. 2011      | VPRC            | 19,5 % | 31 %   | 13,5 % | 8 %   | 8,5 %  | 4 %    | 4,5 % | 2 %   | 1,5 % | Autres — 7,5 % |
| novembre 2011  | Public Issue    | 19,5 % | 28,5 % | 11 %   | 8,5 % | 12 %   | 7,5 %  | 3,5 % | 2,5 % | –     | Autres — 7 %   |
| novembre 2011  | MRB             | 18,1 % | 33,1 % | 11 %   | 7,1 % | 8,8 %  | 7,5 %  | 3,2 % | 3,2 % | –     | Autres — 8 %   |
| novembre 2011  | VPRC            | 18,5 % | 32 %   | 12,5 % | 7 %   | 10 %   | 6,5 %  | 3,5 % | 2 %   | 1 %   | Autres — 7 %   |
| décembre 2011  | GPO             | 15,3 % | 21,5 % | 10,0 % | 7,1 % | 6,1 %  | 6,3 %  | 3,0 % | 2,3 % | –     | 28,4 %         |
| décembre 2011  | Public Issue    | 15,5 % | 30 %   | 13,5 % | 6 %   | 14 %   | 9,5 %  | 4 %   | 3 %   | –     | Autres — 4,5 % |
| décembre 2011  | Metron Analysis | 17,1 % | 29,3 % | 13,6 % | 9,2 % | 10,7 % | 5,9 %  | 5,8 % | 2,5 % | –     | Autres — 5,9 % |
| décembre 2011  | VPRC            | 18 %   | 30,5 % | 13 %   | 7 %   | 11 %   | 8,5 %  | 3 %   | 2 %   | 1,5 % | Autres — 5,5 % |
| janvier 2012   | VPRC            | 12 %   | 30,5 % | 12,5 % | 6 %   | 12,5 % | 13 %   | 3 %   | 2,5 % | 2,5 % | Autres — 5,5 % |
| janvier 2012   | To The Point    | 7 %    | 18,6 % | 8,7 %  | 4,3 % | 8,2 %  | 7,5 %  | 3,6 % | –     | 1,7 % | 40,4 %         |
| février 2012   | Pulse           | 13,5 % | 27 %   | 12,5 % | 5,5 % | 12 %   | 11,5 % | 3,5 % | 3 %   | 3 %   | Autres — 8,5 % |
| février 2012   | Public Issue    | 8 %    | 31 %   | 12,5 % | 5 %   | 12 %   | 18 %   | 3,5 % | 2 %   | 3 %   | Autres — 5 %   |
| février 2012   | VPRC            | 11 %   | 27,5 % | 14 %   | 4,5 % | 13,5 % | 16 %   | 3,5 % | 2 %   | 2,5 % | Autres — 5,5 % |
|                |                 |        |        |        |       |        |        |       |       |       |                |
| Élections 2009 | Élections 2009  | 43,9 % | 33,5 % | 7,5 %  | 5,6 % | 4,6 %  | -      | 2,5 % | -     | -     | Autres — 2,3 % |
|                |                 |        |        |        |       |        |        |       |       |       |                |
| Date           | Institut        | PASOK  | ND     | KKE    | LAOS  | SYRIZA | DIMAR  | Verts | DISY  | XA    | Autres/Indécis |

## Résultats

Résultats détaillés par circonscriptions

|                        |                                                           |           |       |       |        |               |  |  |  |  |  |  |  |  |
| Parti                  | Parti                                                     | Voix      | %     | +/-   | Sièges | +/-           |  |  |  |  |  |  |  |  |
|                        | Nouvelle Démocratie (ND)                                  | 1 192 103 | 18,85 | 14,62 | 108    | 17            |  |  |  |  |  |  |  |  |
|                        | Coalition de la gauche radicale (SYRIZA)                  | 1 061 928 | 16,79 | 12,19 | 52     | 39            |  |  |  |  |  |  |  |  |
|                        | Mouvement socialiste panhellénique (PASOK)                | 833 452   | 13,18 | 30,74 | 41     | 119           |  |  |  |  |  |  |  |  |
|                        | Grecs indépendants (ANEL)                                 | 671 324   | 10,62 | Nv.   | 33     | 33            |  |  |  |  |  |  |  |  |
|                        | Parti communiste de Grèce (KKE)                           | 536 105   | 8,48  | 0,94  | 26     | 5             |  |  |  |  |  |  |  |  |
|                        | Aube dorée (XA)                                           | 440 966   | 6,97  | 6,68  | 21     | 21            |  |  |  |  |  |  |  |  |
|                        | Gauche démocrate (DIMAR)                                  | 386 394   | 6,11  | Nv.   | 19     | 19            |  |  |  |  |  |  |  |  |
|                        | Verts écologistes (OP)                                    | 185 485   | 2,93  | 0,40  | 0      | en stagnation |  |  |  |  |  |  |  |  |
|                        | Alerte populaire orthodoxe (LAOS)                         | 182 925   | 2,89  | 2,74  | 0      | 15            |  |  |  |  |  |  |  |  |
|                        | Alliance démocrate (DISY)                                 | 161 550   | 2,55  | Nv.   | 0      | en stagnation |  |  |  |  |  |  |  |  |
|                        | Recréer la Grèce (DX)                                     | 135 960   | 2,15  | Nv.   | 0      | en stagnation |  |  |  |  |  |  |  |  |
|                        | Liste commune Drassi-FISY                                 | 114 066   | 1,80  | Nv.   | 0      | en stagnation |  |  |  |  |  |  |  |  |
|                        | Antarsya                                                  | 75 416    | 1,19  | 0,83  | 0      | en stagnation |  |  |  |  |  |  |  |  |
|                        | Pacte social (KOISY)                                      | 60 552    | 0,96  | Nv.   | 0      | en stagnation |  |  |  |  |  |  |  |  |
|                        | Liste commune DA (en)-EPAM                                | 58 170    | 0,92  | 0,47  | 0      | en stagnation |  |  |  |  |  |  |  |  |
|                        | Mouvement je ne paie pas (KP)                             | 55 590    | 0,88  | Nv.   | 0      | en stagnation |  |  |  |  |  |  |  |  |
|                        | Union des centristes (EK)                                 | 38 313    | 0,61  | 0,34  | 0      | en stagnation |  |  |  |  |  |  |  |  |
|                        | Association Unité nationale (SEE)                         | 38 286    | 0,61  | Nv.   | 0      | en stagnation |  |  |  |  |  |  |  |  |
|                        | Parti pirate (KPE)                                        | 32 519    | 0,51  | Nv.   | 0      | en stagnation |  |  |  |  |  |  |  |  |
|                        | Société - Parti des successeurs de Kapodístrias (Kinonía) | 28 514    | 0,45  | 0,29  | 0      | en stagnation |  |  |  |  |  |  |  |  |
|                        | Liste commune KKE (m-l)—M-L KKE                           | 16 010    | 0,25  | 0,02  | 0      | en stagnation |  |  |  |  |  |  |  |  |
|                        | Autres partis                                             | 18 508    | 0,29  | -     | 0      | -             |  |  |  |  |  |  |  |  |
|                        |                                                           |           |       |       |        |               |  |  |  |  |  |  |  |  |
| Suffrages exprimés     | Suffrages exprimés                                        | 6 324 136 | 97,64 |       |        |               |  |  |  |  |  |  |  |  |
| Votes blancs et nuls   | Votes blancs et nuls                                      | 152 682   | 2,36  |       |        |               |  |  |  |  |  |  |  |  |
| Total                  | Total                                                     | 6 476 818 | 100   | -     | 300    | en stagnation |  |  |  |  |  |  |  |  |
| Abstention             | Abstention                                                | 3 469 041 | 34,88 |       |        |               |  |  |  |  |  |  |  |  |
| Inscrits/Participation | Inscrits/Participation                                    | 9 945 859 | 65,12 |       |        |               |  |  |  |  |  |  |  |  |

## Tentatives de formation d'un gouvernement
Les élections législatives du 6 mai 2012 ont bouleversé le paysage politique grec. Le gouvernement sortant était constitué de technocrates, formé avec le soutien de 3 partis :
- le PASOK subit une défaite sans doute inédite, passant, en seulement 3 ans, de 44 % à 13 % ;
- Nouvelle Démocratie, pourtant très largement à l'origine de l'endettement extrême du pays, limite les dégâts en gagnant 17 députés, grâce à la prime majoritaire de 50 députés, malgré une chute de 48 % du nombre de suffrages obtenus (-60 % par rapport à 2007) ;
- le parti d'extrême droite Laos perd lui tous ses députés, en passant en dessous du seuil de 3 %.

Les deux seuls partis soutenant le plan d'austérité n'ayant recueilli que 149 sièges sur les 151 nécessaires à la formation d'une majorité, la formation d'un gouvernement de coalition est difficile.
Selon la Constitution grecque, c'est au parti arrivé en tête que revient le droit de former un gouvernement. Antónis Samarás, dont le parti ND a recueilli 18,85 %, renonce le 8 mai.
Aléxis Tsípras, leader de la Coalition de la gauche radicale Syriza, arrivée en second avec 16,78 %, abandonne à son tour le 10 mai devant le refus de ND et du PASOK de négocier sur la renonciation aux mesures d'austérité imposées par les accords avec le FMI et l'Union européenne.
Le leader du PASOK Evángelos Venizélos est alors chargé, sans plus de succès, de former un gouvernement.
Le président de la république Károlos Papoúlias tente enfin de convaincre le petit parti modéré de la Gauche démocrate (Dimar), avec ses 19 députés de se joindre à une coalition à trois avec ND et le PASOK, d'abord pour former un gouvernement politique « normal », puis en désespoir de cause, de simplement soutenir un nouveau gouvernement de technocrates pour une période transitoire de 2 ans.
Mais DIMAR, s'en tenant à son programme électoral, aboutit au même constat que Syriza et finit par rompre les négociations le 15 mai.
Faute d'accord sur le maintien à son poste de Loukás Papadímos, le président du conseil d'État Panagiótis Pikramménos est nommé à la tête d'un gouvernement intérimaire, chargé uniquement des affaires courantes, dans l'attente de nouvelles élections législatives programmées pour le 17 juin 2012.
Les sondages en date du 25 mai donnent la coalition SYRIZA au coude-à-coude avec ND. Lors des élections, l'arrivée en tête de l'un ou de l'autre sera déterminante pour l'avenir du pays, et pourra ou non conduire à un séisme inédit dans la zone Euro.